# Kassina maculifer
Espèce
Synonymes
- Megalixalus maculifer Ahl, 1924
- Megalixalus parkeri Scortecci, 1932

Statut de conservation UICN

 LC  : Préoccupation mineure
Kassina maculifer est une espèce d'amphibiens de la famille des Hyperoliidae.

## Répartition
Cette espèce se rencontre en Afrique de l'Est, :
- dans le Sud et l'Est de la Somalie ;
- dans le nord-est du Kenya ;
- dans le Sud et l'Est de l'Éthiopie.

## Publication originale
- Ahl, 1924 : Über eine Froschsammlung aus Nordost-Afrika und Arabien. Mitteilungen aus dem Zoologischen Museum in Berlin, vol. 11, p. 1-12.